# Schlacht um Jerusalem (1948)

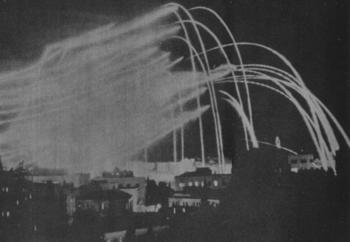
Beschuss Jerusalems durch jordanische Artillerie, 1948

Die Schlacht um Jerusalem fand im Zuge der Ausrufung des Staates Israel durch David Ben-Gurion und der folgenden Kriegserklärung der arabischen Nachbarstaaten statt. Sie dauerte vom 30. November 1947 mit Beginn des Bürgerkriegs im Mandatsgebiet Palästina und ging weiter im Krieg um Israels Unabhängigkeit ab dem 15. Mai bis zum 11. Juni 1948. Im Ergebnis war die Stadt geteilt. 
Um die Versorgung der Bevölkerung im jüdisch bzw. ab 14. Mai 1948 israelisch gehaltenen westlichen Teil der Stadt kümmerte sich in dieser Zeit das Jerusalem-Komitee. Zum Ersatz der arabisch blockierten Landverbindungen zwischen der israelischen Küstenebene und dem Westteil der Stadt entstand bis zum 9. Juni 1948 eine israelische Umgehung, die nach dem burmesischen Vorbild Burma Road genannt wird und die Versorgung der Stadt inklusive einer neuen Wasserleitung wiederherstellte. Sie stellte bis 1967 die israelische Hauptverbindung zur Stadt dar.